# فتاوى دار العلوم ديوبند
فتاوى دار العلوم ديوبند (الأردية: فتاوی دارالعلوم دیوبند) هو عبارة عن مجموعة من 18 مجلدًا من الآراء القانونية الإسلامية، أو الفتاوى، التي أصدرها علماء دار العلوم ديوبند، وهي مدرسة إسلامية بارزة في الهند. وتغطي الفتاوى مجموعة واسعة من المواضيع، بما في ذلك الإيمان، والصلاة، والصيام، والصدقة، والحج، والزواج، والطلاق، وغيرها. تُعتبر المجموعة دليلًا شاملًا للفقه الإسلامي، وقد استشهد بها العلماء والأكاديميون في جميع أنحاء العالم كمصدر موثوق للأحكام الدينية في القضايا الاجتماعية والاقتصادية والسياسية والأخلاقية. في نيسان 2025، أعلنت حكومة بنغلاديش [الإنجليزية] أنها ستترجم الكتاب إلى طبعة مكونة من 27 مجلدًا.

## التاريخ
بدأت عملية التجميع في أوائل القرن العشرين، حيث قام محمد الشافعي بتجميع المرحلة الأولى من الفتاوى في عام 1938 ونشرها تحت عنوان عزيز الفتاوى. وبدأت المرحلة الثانية من التجميع في سبعينيات القرن العشرين تحت إشراف ظفير الدين مفتاحي، الذي نظم الفتاوى في 12 مجلدًا حسب الترتيب الفقهي. بدأت المرحلة الثالثة في عام 2005 وشملت ستة مجلدات أخرى، مع إضافات محمد أمين بالانبوري إلى المجموعة.

## الخلفية
أصدرت دار العلوم ديوبند الفتاوى الدينية للمسلمين منذ إنشائها. وفي البداية، أُسندت المسؤولية إلى أساتذة متعلمين مثل يعقوب النانوتاوي، وكان يعاونه أساتذة وطلاب آخرون. ومع ذلك، ومع تزايد عدد الاستفسارات، أُنشئَت إدارة منفصلة تُسمى دار الإفتاء في عام 1892، وكان عزيز الرحمن عثماني أول مفتي لها. وقد خدم لمدة 34 عامًا وكتب ما يقدر بنحو 118 ألف فتوى، وقد قام الكتبة بنسخها جميعًا في سجلات وحفظها للرجوع إليها في المستقبل.
جُمعَت فتاوى عزيز الرحمن العثماني في مراحل مختلفة، حيث تولى محمد شفيع وظفير الدين مفتاحي المهمة في المرحلتين الأولى والثانية على التوالي. وقد جمع الأخير 12 مجلدًا في الفقه، وهي المعروفة باسم فتاوى دار العلوم ديوبند. وفي المرحلة الثالثة أضاف محمد أمين بلانبوري ستة مجلدات أخرى إلى المجموعة، ليصبح مجموعها 18 مجلدًا. تتضمن هذه المجموعة الكاملة فتاوى مختارة أصدرها عزيز الرحمن العثماني، وتعرف أيضًا باسم فتاوى دار العلوم ديوبند.

## الاستقبال
في عام 1951، زار عبد الكلام آزاد ، أول وزير تعليم [الإنجليزية] هندي، دار العلوم ديوبند. وقد أبدى خلال زيارته إعجابه الشديد بالمجموعة الكبيرة والقيمة من الفتاوى، وأبدى إعجابه بها. بل إنه أشار إلى أن هذه المجموعة لديها القدرة على إنتاج فتاوى تتارية خانية. وأشاد آزاد بمساهمة المدرسة في تقدم الدين، معتقدًا أن مثل هذه المجموعة يمكن أن تسهل حل العديد من المشاكل التي يواجهها الناس. صرح القاضي محمد خالد مسعود من المحكمة العليا في باكستان أن فتاوى دار العلوم ديوبند هي مصدر أساسي لفهم تطور الشريعة الإسلامية في العصر الحديث، وكذلك لعكس التاريخ الاجتماعي والاقتصادي والسياسي للمسلمين في جنوب آسيا.

## طالع أيضًا
- فتاوى الرشيدية
- المهند على المفنّد
- الفقه الديوبندي

## قراءة إضافية
- Tamim، Abu (2011). Mufti Azeezur Rahman Ki Fiqhee Khidmat (PhD thesis) (بالأوردية). India: جامعة عليكرة الإسلامية. ص. 131, 218–226, 227–254. hdl:10603/161543. مؤرشف من الأصل في 2024-12-12.

## روابط خارجية
- فتاوى دار العلوم ديوبند